# Distretto di Mueang Chaiyaphum
Il distretto di Mueang Chaiyaphum (in thailandese: เมืองชัยภูมิ) è un distretto (amphoe) della Thailandia, situato nella provincia di Chaiyaphum, della quale è il capoluogo.